# Динарский тип
Дина́рская раса — малая раса (антропологический тип) европеоидной расы. Получила название в честь Динарских Альп. Термин был введён в конце XIX века французским антропологом Жозефом Деникером, который также использовал название «адриатическая раса». В первой половине XX в. выделялась многими антропологами. В популяционных классификациях как название группы популяций не используется, но динарский тип могут рассматривать как часть балкано-кавказской расы.

## Характерные признаки
И. Деникер выделил следующие признаки динарской расы:
- высокий рост;
- брахикефалия;
- тёмно-русые волосы;
- прямой, тонкий или орлиный нос;
- матово-белая кожа;
- продолговатое лицо.

Позднее другие исследователи указывали на такие типичные характеристики, как стройное телосложение, сильный рост волос на теле и лице, плоский затылок.
В работах современных отечественных антропологов под динарским комплексом понимается сочетание признаков, характерное в первую очередь для горного населения Югославии, главным образом черногорцев — повышенная массивность черепа и телосложения, крупные черты лица, очень широкое лицо и голова. Данный комплекс признаков отдельно от динарской расы выделялся американским антропологом Карлтоном Куном под именем балканских борребю.

## Распространение
Наиболее характерна для жителей Балкан, встречается также среди немцев, украинцев, южных русских и других народов Центральной, Восточной, Юго-Восточной Европы, а также на Кавказе и в Малой Азии.

## Субадриатический (норийский) тип
К динарскому типу близок выделяемый некоторыми антропологами тип, называемый субадриатическим (И. Деникер) или норийским, или норикским (название дал немецкий антрополог В. Лебцельтер), от римской провинции Норик.
И. Деникер описывал этот тип как суббрахицефальный, реже брахицефальный, с шатеновыми волосами, средним ростом около 166 см и головным указателем 82—84. Он распространён в Шампани, Франш-Конте, Люксембурге, в нидерландской провинции Зеландии, прирейнских провинциях, на севере великого герцогства Баденского, в восточной Баварии и в юго-восточной Богемии; встречается среди словенцев, и в одной части Ломбардии и Венецианской области.
К. Кун описывал норикский тип как светлого брахицефала с плоским затылком, часто встречающегося в южной Германии и в других местах в центральной Европе. Он считал этот тип нордическим типом, брахицефализированным динарской или альпийской примесью.
Этот тип также выделялся советскими антропологами Г. Ф. Дебецом (1958) и В. В. Бунаком как часть центральноевропейской расы, отдельно от динарского типа.
Итальянский антрополог Р. Биасутти в своём монументальном труде «Расы и народы Земли» (итал. Le razze e i popoli della terra, первое издание — 1939 год, второе — 1953—1960 годы) выделил в большой европеоидной расе расу европидов, а в ней — адриатическую расу с двумя подрасами: паданской и норикской.